# Máté Tamás Koch
Máté Tamás Koch, född den 17 september 1999 i Komaróm, är en ungersk fäktare.

## Karriär
Máté Tamás Koch ingick i det ungerska laget som tog guld i värja vid OS 2024.